# Hilde Holger
Hilde Boman-Behram (née Hilde Sofer le 18 octobre 1905 à Vienne et morte le 24 septembre 2001 à Londres) était une danseuse expressionniste, chorégraphe, et maître à danser connue sous le nom de scène de Hilde Holger, dont le travail de pionnière dans la danse a transformé la danse moderne,.

## Famille
Holger vient d’une famille juive libérale. Née en 1905, elle est la fille d’Alfred et d’Elise Sofer Schreiber. Son père était poète et décéda en 1908. Son grand-père fabriquait des chaussures pour la Cour d’Autriche.
Après que l’Allemagne nazie a envahi l’Autriche et comme son entrée en Angleterre lui fut refusée, Holger fuit Vienne en 1939 pour l’Inde. À Mumbai, elle rencontra l’homéopathe et amateur d’art, le Docteur Ardershir Kavasji Boman-Behram. Ils se marièrent en 1940. Sa mère, son beau-père ainsi que quatorze de ses proches ont péri dans l’Holocauste.
Hilde Holger a eu deux enfants. Son premier-né, sa fille Primavera Boman-Behram est née en 1946 en Inde. Elle est danseuse, sculptrice et designer de bijoux à New York. En 1948, la famille de Holger émigra en Angleterre. Le deuxième enfant de Holger fut un garçon nommé Darius Boman-Behram. Il naquit en 1949 et fut atteint du syndrome de Down, ce qui inspira Holger à travailler avec les personnes physiquement handicapées.

## Carrière
Hilde Holger commença la danse à l’âge de 6 ans. Étant trop jeune pour intégrer la Vienna State Academy of Music and Dramatic Art, elle prit des cours de danse de salon avec sa sœur Hedi Sofer jusqu’à ce qu’elle soit acceptée pour étudier avec le danseur radical  Gertrud Bodenweiser, alors professeur à la Vienna State Academy. Ils étaient admiratifs du travail d’Isadora Duncan et d’Ruth Saint Denis. Rapidement, Holger devint danseuse étoile et amie de Bodenwieser et partit en tournée avec la troupe de Bodenwieser à travers toute l’Europe de l’Ouest et de l’Est. Elle partit également en tournée pour sa propre troupe, la Hilde Holger Dance Group. À dix-huit ans, elle interpréta son premier solo à la Viennese Secession. Par la suite, son style de danse expressionniste fut très acclamé à la Viennese Hagenbund ainsi que dans les théâtres de Vienne, Paris et Berlin. En 1926, par passion pour la danse, elle fonda dans le Palais Ratibor, au centre de Vienne, la New School for Movement Arts. Les représentations de ses enfants furent interprétées dans les parcs et les monuments environnants.
Le 12 mars 1938, l’Allemagne nazie d’Adolf Hitler envoya ses troupes en Autriche et adopta une loi pour unifier le pays avec l’Autriche. Il était alors interdit aux Juifs de faire des représentations. Holger reçut l’aide de son ami Charles Petrach pour fuir d’Autriche. Elle décida alors de s’installer en Inde car selon ses termes, l’art indien était le plus attrayant pour les personnes de l’ouest en ce temps-là.
En Inde, elle eut l’occasion de découvrir et d’inclure de nouvelles expériences dans son œuvre, notamment les mouvements de main de la danse indienne. La danse classique indienne comprend plus de trois cents mouvements de main pour exprimer la vie et la nature. En 1941, Holger fonda une nouvelle école de danse à Bombay. Elle choisit sans préjudice, des élèves de toute race, religion ou nationalité. Comme à Vienne, Holger fut intégrée dans la communauté artistique. Parmi ses amis, le danseur indien Ram Gopal interpréta pour l’école de danse de Holger. En 1948, en raison de la partition en Inde et de l’animosité grandissante entre musulmans et hindous, elle émigra de nouveau, mais cette fois-ci en Angleterre.
Une fois en Angleterre, sa troupe, la Holger Modern Ballet Group donna de nombreuses représentations dans les parcs, églises et les théâtres. Ensuite, de nouveau, elle ouvrit une nouvelle école de danse, The Hilde Holger School of Contemporary Dance, où elle resta fidèle à son enseignement que corps et esprit ne doivent faire qu’un pour être un bon danseur. En 1951, Holger perça à Londres lors de la première de "Under the Sea", composé par Camille Saint-Saens.
En 1972, elle interpréta un morceau intitulé « Man against flood » en hommage au membre du parti communiste chinois Rewi Alley. La pièce consistait en des danseurs formant un mur humain contre les inondations.
En 1983, sa représentation « Apsaras » s’inspira de ses expériences en Inde. Lors de l’été 1983, elle retourna en Inde, où elle avait été pour la dernière fois en 1948. Là-bas, elle travailla comme chorégraphe pour une grande troupe de danseurs, dirigée par Sachin Shankar.
Holger fut particulièrement fière de son travail avec les handicapés mentaux. Elle créa une forme de thérapie par la danse pour les enfants atteints, comme son fils Darius, du syndrome de Down. Holger fut la première chorégraphe à mélanger des danseurs professionnels avec des jeunes adultes aux lourds handicaps. En 1968, à la Sadler's Wells Theatre, Holger dirigea "Towards the Light" avec la musique d’Edvard Grieg. Ce fut une pièce pionnière, innovante  et l’une des toutes premières pièces de la danse intégrée interprétée sur une scène professionnelle.

## Œuvres et héritage
Hilde Holger a laissé un impact sur trois générations de danseurs et chorégraphes. Son enseignement fut d’une grande qualité et elle ne fut jamais effrayée de prendre des risques. Elle accepta les élèves sans préjudice, incluant ceux ayant des handicaps, tant qu’ils étaient sincères. Un de ses élèves, Wolfgang Stange, poursuivit son travail avec les personnes à déficience mentale (syndrome de Down ou autisme) ou aux handicaps physiques. L’Amici Dance Theatre Company de Stange, qui fut la première compagnie de la danse intégrée en Grande Bretagne, a créé une pièce intitulée Hilde, jouée au Riverside Theatre à Londres en 1996 et à l’Odeon de Vienne en 1998. Ensuite, cette pièce Hilde à Vienne inspira grandement le Ballet Master de la Vienna State Opera Ballet, qui, à son tour, créa une pièce avec des personnes handicapées sur la scène de l’Opera House. Ces représentations furent un énorme succès.
Au cours des dernières semaines de sa vie, Holger continua à donner des cours de danse de son studio de Camden à Londres, où elle vécut pendant plus de cinquante ans. Parmi ses élèves figurent Liz Aggiss, Jane Asher, Primavera Boman, Carol Brown, Carl Campbell, Sophie Constanti, Jeff Henry, Ivan Illich, Luke Jennings, Thomas Kampe, Claudia Kappenberg, Cecilia Keen Abdeen, Lindsay Kemp,, Juliet Miangay-Cooper, Royston Maldoom OBE, Anna Niman, David Niman, Litz Pisk, Kristina Rihanoff, Kelvin Rotardier, Feroza Seervai, Rebecca Skelton, Marion Stein, Sheila Styles, Jacqueline Waltz et Vally Wieselthier.

## Chorégraphies
| Année | Rendement                                    | Musique                                                       | Lieu du congrès                      | Autre                             |  |
| ----- | -------------------------------------------- | ------------------------------------------------------------- | ------------------------------------ | --------------------------------- |  |
| 1923  | Bouree                                       | Johann Sebastian Bach                                         | Wiener Secession                     |                                   |  |
| 1923  | Eine Seifenblase                             | Claude Debussy                                                | Wiener Secession                     |                                   |  |
| 1923  | Forelle                                      | Franz Schubert                                                | Wiener Secession                     |                                   |  |
| 1923  | Humoreske                                    | Max Reger                                                     | Wiener Secession                     |                                   |  |
| 1923  | Le Martyre de Saint Sebastien                | Claude Debussy                                                | Wiener Secession                     |                                   |  |
| 1923  | Reiter im Sturm                              | Siegfried Frederick Nadel                                     | Wiener Secession                     |                                   |  |
| 1923  | Sarabande                                    | Johann Sebastian Bach                                         | Wiener Secession                     |                                   |  |
| 1923  | Trout                                        |                                                               |                                      |                                   |  |
| 1923  | Vogel als Prophet                            | Franz Schubert                                                | Wiener Secession                     |                                   |  |
| 1926  | Funeral March for a Canary                   | Lord Berners                                                  |                                      |                                   |  |
| 1926  | Mechanical Ballet                            |                                                               |                                      |                                   |  |
| 1929  | Chaconne & Variations                        | George Frideric Handel                                        |                                      |                                   |  |
| 1929  | Englischer Schafertanz                       | Percy Aldridge Grainger                                       |                                      |                                   |  |
| 1929  | Hebraischer Tanz solo                        | Alexander Moissejewitsch Weprik                               |                                      |                                   |  |
| 1929  | Lebenswende                                  | Karel Boleslav Jirák                                          |                                      |                                   |  |
| 1929  | Marsch                                       | Sergei Sergejewitsch Prokofjew                                |                                      |                                   |  |
| 1929  | The Martyrdom of Saint Sebastien             | Claude Debussy                                                |                                      |                                   |  |
| 1929  | Mutter Erde                                  | Heinz Graupner                                                |                                      |                                   |  |
| 1929  | Sarabande und Bourree                        | Johann Sebastian Bach                                         |                                      |                                   |  |
| 1929  | Tanz nach Rumaischene Motive                 | Béla Bartók                                                   |                                      |                                   |  |
| 1931  | Javanische Impression                        | Heinz Graupner                                                |                                      |                                   |  |
| 1933  | Kabbalistischer Tanz                         | Vittorio Rieti                                                |                                      |                                   |  |
| 1936  | Ahasver                                      | Marcel Rubin                                                  | Volkshochschule, Wien                |                                   |  |
| 1936  | Barbarasong                                  | Kurt Weill                                                    | Volkshochschule, Wien                |                                   |  |
| 1936  | Engel der Verkündigung                       | Georg Friedrich Händel                                        | Volkshochschule, Wien                |                                   |  |
| 1937  | Flämischer Bilderboden                       | après Breughel                                                | Volksbildungshaus, Stöbergasse, Wien |                                   |  |
| 1937  | Golem                                        | Friedrich Wilckens                                            | Volksbildungshaus, Stöbergasse, Wien |                                   |  |
| 1937  | Mystischer Kreis                             | Rudolph Reti                                                  | Volksbildungshaus, Stöbergasse, Wien |                                   |  |
| 1937  | Orientalischer Tanz                          | Graupner                                                      | Volksbildungshaus, Stöbergasse, Wien |                                   |  |
| 1937  | Passacaglia                                  | Georg Friedrich Händel                                        | Volksbildungshaus, Stöbergasse, Wien |                                   |  |
| 1937  | Tango                                        | Ralph Benatzky                                                | Volksbildungshaus, Stöbergasse, Wien |                                   |  |
| 1948  | Annunciation                                 |                                                               |                                      |                                   |  |
| 1948  | Emperors new Clothes                         | Wolfgang Amadeus Mozart                                       |                                      |                                   |  |
| 1948  | Pavane                                       | Maurice Ravel                                                 |                                      |                                   |  |
| 1948  | Russian Fairy Tales                          | Alexander Porfirjewitsch Borodin, Modest Petrovich Mussorgsky |                                      |                                   |  |
| 1948  | Selfish Giant                                |                                                               |                                      |                                   |  |
| 1948  | Tales and Legends in Modern Ballet           |                                                               |                                      |                                   |  |
| 1948  | Viennese Waltz                               | Johann Strauss II                                             |                                      |                                   |  |
| 1952  | Dance with Cymbals on the Indian Ocean       |                                                               |                                      |                                   |  |
| 1952  | Dance with Tambourines                       | Fritz Dietrich                                                |                                      |                                   |  |
| 1952  | Nocturne                                     | Heinz Graupner                                                |                                      |                                   |  |
| 1952  | Slavic Dance                                 | Antonín Dvořák                                                |                                      |                                   |  |
| 1954  | Aztec Cult (Sacrifice)                       |                                                               |                                      |                                   |  |
| 1954  | Barbar the Elephant                          |                                                               |                                      |                                   |  |
| 1954  | Old Vienna                                   |                                                               |                                      |                                   |  |
| 1954  | Orchid                                       |                                                               |                                      |                                   |  |
| 1954  | Rhythm of the East                           |                                                               |                                      |                                   |  |
| 1954  | Selfish Giant                                |                                                               |                                      |                                   |  |
| 1954  | Tibetan Prayer Songs                         |                                                               |                                      |                                   |  |
| 1955  | Angels                                       |                                                               |                                      |                                   |  |
| 1955  | Dance Etudes                                 |                                                               |                                      |                                   |  |
| 1955  | Galliarde-Siciliano                          | Ottorino Respighi                                             |                                      |                                   |  |
| 1955  | Hoops                                        | Georges Bizet                                                 |                                      |                                   |  |
| 1955  | Jazz                                         | Heinz Graupner                                                |                                      |                                   |  |
| 1955  | Men & Horses                                 | John S. Beckett                                               |                                      |                                   |  |
| 1955  | Toccata                                      | Pietro Domenico Paradies                                      |                                      |                                   |  |
| 1955  | Under the Sea                                | Camille Saint-Saëns                                           | Sadler’s Wells                       |                                   |  |
| 1955  | Valse Caprice                                | Aram Khachaturian                                             |                                      |                                   |  |
| 1956  | Etude                                        |                                                               |                                      |                                   |  |
| 1956  | Prelude                                      | Johann Sebastian Bach                                         |                                      |                                   |  |
| 1956  | Theme and Variations                         | George Frideric Handel                                        |                                      |                                   |  |
| 1957  | Allegro Vivaci                               | Johann Sebastian Bach                                         |                                      |                                   |  |
| 1957  | Bird                                         |                                                               |                                      |                                   |  |
| 1957  | Café Dansant                                 | George Gershwin                                               |                                      |                                   |  |
| 1957  | Egypt                                        |                                                               |                                      |                                   |  |
| 1957  | The Hunter and the Geese                     |                                                               |                                      |                                   |  |
| 1957  | Madonna                                      |                                                               |                                      |                                   |  |
| 1957  | March                                        | Lev Knipper                                                   |                                      |                                   |  |
| 1957  | Nativity                                     | George Frideric Handel, Franz Schubert, Johann Sebastian Bach |                                      |                                   |  |
| 1957  | Sale                                         | Johann Strauss II                                             |                                      |                                   |  |
| 1957  | The Toyshop                                  | Aram Khachaturian                                             |                                      |                                   |  |
| 1957  | Stranger                                     | Aaron Copland                                                 |                                      |                                   |  |
| 1957  | Witches Kitchen and Walpurgisnight           | Paul Dukas                                                    |                                      |                                   |  |
| 1958  | Dance Divertissement                         |                                                               |                                      |                                   |  |
| 1958  | Dance for four Women                         | Joaquín Turina                                                |                                      |                                   |  |
| 1958  | Dance with Bells                             | John S. Beckett                                               |                                      |                                   |  |
| 1958  | Ritual Fire Dance                            | Manuel de Falla                                               |                                      |                                   |  |
| 1958  | Song of the Earth                            | Antonín Dvořák                                                |                                      |                                   |  |
| 1960  | Allegro                                      | Arcangelo Corelli                                             |                                      |                                   |  |
| 1960  | Dawn of Life                                 |                                                               |                                      |                                   |  |
| 1960  | The Farmer’s Curst Wife                      | Peter Warlock                                                 |                                      |                                   |  |
| 1960  | Frankie and Johannie                         | Peter Warlock                                                 |                                      |                                   |  |
| 1960  | Imaginary Invalid                            | Gioachino Rossini                                             |                                      |                                   |  |
| 1960  | Secret Annexe                                |                                                               |                                      |                                   |  |
| 1960  | West Indian Spiritual                        |                                                               |                                      |                                   |  |
| 1961  | Dance for Two                                | Germaine Tailleferre                                          |                                      |                                   |  |
| 1961  | Egypt                                        |                                                               |                                      |                                   |  |
| 1961  | The House of Bernarda Alba (The Sisters)     | Joaquín Turina                                                |                                      | écrit par Federico Lorca          |  |
| 1961  | Metamorphoses                                | Ovid                                                          |                                      |                                   |  |
| 1961  | Pierrot                                      | Johann Sebastian Bach                                         |                                      |                                   |  |
| 1963  | Dance for Men                                |                                                               |                                      |                                   |  |
| 1963  | Dream                                        | Friedrich Wilckens                                            |                                      |                                   |  |
| 1963  | Lady Isobel and the Elf Knight               | Peter Warlock                                                 |                                      |                                   |  |
| 1963  | Narcissus (The Image)                        | Heinz Graupner                                                |                                      |                                   |  |
| 1965  | Ballad of the Hanged (Villons Epitaph)       |                                                               |                                      |                                   |  |
| 1965  | Cain’s Morning                               |                                                               |                                      |                                   |  |
| 1965  | Canticle of the Sun                          | Johann Pachelbel                                              |                                      |                                   |  |
| 1965  | Creation of Adam & Eve                       | Olivier Messiaen                                              |                                      |                                   |  |
| 1965  | Nightwalkers                                 | Olivier Messiaen                                              |                                      |                                   |  |
| 1965  | Saint Francis and his sermon to the birds    |                                                               |                                      |                                   |  |
| 1968  | Angelic Prelude – Inspirations               | Giuseppe Torelli                                              |                                      |                                   |  |
| 1968  | Salome                                       | Philip Croot                                                  |                                      |                                   |  |
| 1968  | Towards the Light                            | Edvard Grieg                                                  | Sadlers Wells                        |                                   |  |
| 1968  | The Wise & Foolish Virgins                   | Philip Croot                                                  |                                      |                                   |  |
| 1970  | The Scarecrow                                |                                                               |                                      |                                   |  |
| 1971  | Snowchild                                    |                                                               |                                      |                                   |  |
| 1972  | Bamboo                                       | Aram Chatschaturjan                                           | Commonwealth Institute, London       |                                   |  |
| 1972  | Bauhaus                                      | Erik Satie                                                    | Commonwealth Institute, London       |                                   |  |
| 1972  | Embrace                                      | Erik Satie                                                    | Commonwealth Institute, London       |                                   |  |
| 1972  | Flight                                       |                                                               | Commonwealth Institute, London       |                                   |  |
| 1972  | Hieronymus Bosch                             | Roger Cutts                                                   | Commonwealth Institute, London       |                                   |  |
| 1972  | Honoré Daumier                               |                                                               | Commonwealth Institute, London       |                                   |  |
| 1972  | The Hypopatic Doctor                         | Gioachino Rossini, Franz Schubert                             | Commonwealth Institute, London       |                                   |  |
| 1972  | Inspirations                                 | Sergei Rachmaninoff, Claude Debussy                           | Commonwealth Institute, London       |                                   |  |
| 1972  | Man against Flood                            | Yin Chengzong                                                 | Commonwealth Institute, London       | basé sur le livre de Rewi Alley   |  |
| 1972  | Prelude                                      |                                                               |                                      |                                   |  |
| 1972  | Renaissance, Scene on Earth, Scene on Heaven | Mompou, Gordon Langford, Banchieri                            | Commonwealth Institute, London       |                                   |  |
| 1972  | Shiva and the Grasshopper                    | Gordon Langford                                               | Commonwealth Institute, London       | basé sur le poème de Kipling      |  |
| 1972  | Suspension                                   | Maurice Ravel                                                 | Commonwealth Institute, London       |                                   |  |
| 1972  | Tranquillity                                 | Alan Hovhaness                                                | Commonwealth Institute, London       |                                   |  |
| 1972  | Tribal Nocturne                              | Béla Bartók                                                   | Commonwealth Institute, London       |                                   |  |
| 1974  | Archaic                                      |                                                               |                                      |                                   |  |
| 1974  | Bamboo                                       | Aram Chatschaturjan                                           |                                      |                                   |  |
| 1974  | Egypt                                        | Giuseppe Verdi                                                |                                      |                                   |  |
| 1974  | Hieronymus Bosch                             | Roger Cutts                                                   |                                      |                                   |  |
| 1974  | The Hunter and the Hunted                    |                                                               |                                      |                                   |  |
| 1974  | Paul Klee Spring Awakening                   | Béla Bartók                                                   |                                      |                                   |  |
| 1974  | Renaissance                                  | Federico Mompou                                               |                                      |                                   |  |
| 1974  | Spring Awakening                             |                                                               |                                      |                                   |  |
| 1975  | Inspirations                                 | Sergei Rachmaninow, Claude Debussy                            | Hampstead Theatre, London            |                                   |  |
| 1975  | Mobiles                                      | Alfredo Casella                                               | Hampstead Theatre, London            |                                   |  |
| 1975  | Paul Klee Spring Awakening                   | Béla Bartók                                                   | Hampstead Theatre, London            |                                   |  |
| 1975  | Rockpaintings                                | Roger Cutts                                                   | Hampstead Theatre, London            |                                   |  |
| 1975  | Toulouse Lautrec                             | Erik Satie                                                    | Hampstead Theatre, London            |                                   |  |
| 1976  | The Park                                     |                                                               |                                      |                                   |  |
| 1977  | Prelude and Chorale                          | César Franck                                                  |                                      |                                   |  |
| 1977  | Sacred and Profane Dance                     |                                                               |                                      |                                   |  |
| 1979  | African Poetry                               |                                                               |                                      |                                   |  |
| 1979  | Apsaras                                      |                                                               |                                      |                                   |  |
| 1979  | Homage to Barbara Hepworth                   | Heitor Villa-Lobos                                            |                                      |                                   |  |
| 1979  | Prelude                                      | Giuseppe Torelli                                              |                                      |                                   |  |
| 1979  | Tower of Mothers                             | Carl Orff                                                     |                                      |                                   |  |
| 1979  | Tradisches Ballet                            |                                                               |                                      | chorégraphié par Oskar Schlemmer  |  |
| 1979  | We are Dancing                               | Johann Sebastian Bach                                         |                                      |                                   |  |
| 1983  | The Bow and Arrow                            | David Sutton-Anderson                                         | Hampstead Theatre, London            |                                   |  |
| 1983  | Fishes                                       | David Sutton-Anderson                                         | Hampstead Theatre, London            |                                   |  |
| 1983  | The Letter                                   | Coleridge                                                     | Hampstead Theatre, London            |                                   |  |
| 1983  | The Manikin                                  | Coleridge                                                     | Hampstead Theatre, London            |                                   |  |
| 1983  | The Penguin Story                            | David Sutton-Anderson                                         | Hampstead Theatre, London            |                                   |  |
| 1983  | Pick a Back                                  | Coleridge                                                     | Hampstead Theatre, London            |                                   |  |
| 1983  | Poems on a Boy’s Painting                    | David Sutton-Anderson                                         | Hampstead Theatre, London            | Poésie de Ke Yan, images de Bu Di |  |
| 1983  | Sea and Sand                                 |                                                               | Hampstead Theatre, London            | Gedichte von Rewi Alley           |  |
| 1983  | Sea, Clouds, Sparkling Lighthouse, Flames    |                                                               | Hampstead Theatre, London            |                                   |  |
| 1983  | Umbrellas                                    |                                                               | Hampstead Theatre, London            | Poésie de Ke Yan, images de Bu Di |  |
| 1983  | What is a Poem                               | David Sutton-Anderson                                         | Hampstead Theatre, London            |                                   |  |
| 1984  | The City                                     | Marcel Rubin                                                  | Hampstead Theatre, London            |                                   |  |
| 1984  | Don Quixote                                  | David Sutton-Anderson                                         | Hampstead Theatre, London            |                                   |  |
| 1984  | Ritual                                       | David Sutton-Anderson                                         | Hampstead Theatre, London            |                                   |  |
| 1984  | Scherzo                                      | Frédéric Chopin                                               |                                      |                                   |  |
| 1988  | Children of the Vorstadt                     | Franz Lehár                                                   | Hampstead Theatre, London            |                                   |  |
| 1988  | Childrens' Games                             |                                                               |                                      |                                   |  |
| 1988  | Death and the Maiden                         | Franz Schubert                                                | Hampstead Theatre, London            |                                   |  |
| 1988  | Egon Schiele in Memoriam, The Dying Empire   | Strauss                                                       | Hampstead Theatre, London            |                                   |  |
| 1988  | The Family                                   | Hugo Wolf                                                     | Hampstead Theatre, London            |                                   |  |
| 1988  | Flemish Picture Sheet                        |                                                               |                                      |                                   |  |
| 1988  | Fluteplayers                                 |                                                               |                                      |                                   |  |
| 1988  | Four Seasons                                 | Antonio Vivaldi                                               | Hampstead Theatre, London            |                                   |  |
| 1988  | Golem                                        | Wilckens                                                      |                                      |                                   |  |
| 1988  | Hands                                        | David Sutton-Anderson                                         | Hampstead Theatre, London            |                                   |  |
| 1988  | The Least is the Most                        | Schlagzeug: David Sutton-Anderson                             | Hampstead Theatre, London            |                                   |  |
| 1988  | Mechanical Ballet                            | Ludwig Hirschfeld Mack                                        |                                      |                                   |  |
| 1988  | Models                                       | Franz Schubert, Arnold Schönberg                              | Hampstead Theatre, London            |                                   |  |
| 1995  | Whales                                       |                                                               |                                      |                                   |  |
| 2000  | Rhythms of the Unconscious Mind              |                                                               |                                      |                                   |  |